# Puig de Comaverd
El Puig de Comaverd és una muntanya de 902 metres que es troba entre els municipis del Pont d'Armentera, a la comarca de l'Alt Camp i del Pontils, a la comarca de la Conca de Barberà.